# Marjorie Pay Hinckley
Marjorie Pay Hinckley (ur. 23 listopada 1911 w Nephi, zm. 6 kwietnia 2004 w Salt Lake City) – żona Gordona B. Hinckleya, pisarka, jedna z postaci współczesnej historii Kościoła Jezusa Chrystusa Świętych w Dniach Ostatnich. Potomkini mormońskich pionierów, posługiwała na różnych szczeblach afiliowanych przy Kościele organizacji pomocniczych. W 1937 poślubiła Gordona B. Hinckleya. Znana z poczucia humoru, ciepła oraz zamiłowania do zabawy, cieszyła się szacunkiem świętych w dniach ostatnich. Jej konserwatywne rozumienie małżeństwa było krytykowane za utrwalanie już obecnych w kulturze Kościoła patriarchalnych wzorców. Autorka trzech książek, za swoją działalność otrzymała doktoraty honorowe Uniwersytetu Brighama Younga i Utah Valley State College.

## Życiorys

### Pochodzenie, edukacja i aktywność zawodowa
Urodziła się w Nephi w stanie Utah jako pierwsze dziecko i najstarsza córka Phillipa LeRoya i Georgetty Paxman Pay. Jej przodkowie byli potomkami mormońskich pionierów. Swoje pochodzenie Hinckley wywodziła z Wysp Brytyjskich. Sarah Jarold Hyder (1800-1897), jedna jej praprababek, przystąpiła do Kościoła w angielskim Cambridge.
W 1914 wraz z rodziną przeniosła się do stołecznego Salt Lake City. Kształciła się w East High School w tym mieście, którą to ukończyła w 1929. Podjęła następnie, ostatecznie nieukończone, studia na Uniwersytecie Utah. Pragnąc wspierać finansowo swą dotkniętą przez wielki kryzys rodzinę, podjęła pracę w Owens-Illinois Glass Co. jako sekretarka. Edukację kontynuowała jako samouk, przez wiele lat niemniej brała udział w zajęciach kościelnego Instytutu Religii. Znana była z zamiłowania do literatury i książek, jak również do poszerzania swojej wiedzy. Ceniła badania genealogiczne, wspominała z przyjemnością o wierze będącej udziałem jej przodków. Z oddaniem brała udział również w obrzędach świątynnych.

### Małżeństwo i dzieci
29 kwietnia 1937 w świątyni w Salt Lake poślubiła Gordona B. Hinckleya. Zapieczętowani zostali przez starszego Stephena L. Richardsa. Swojego małżonka znała od dzieciństwa, dorastała bowiem w tej samej co on części Salt Lake City. Po urodzeniu pierwszego dziecka zrezygnowała z aktywności zawodowej. Urodziła pięcioro dzieci, doczekała się 25 wnuków oraz 41 prawnuków. Znana była z poczucia humoru, ciepła oraz zamiłowania do zabawy.
W życiu rodzinnym Hinckleyów religia odgrywała wiodącą rolę. Wspominając okres narzeczeństwa, Marjorie przyznała miałam całkowitą pewność, że Gordon mnie kocha. Czułam jednakże, iż nigdy nie będę dla niego najważniejsza. Wiedziałam, że pozostanę na drugim miejscu w jego życiu. Pierwsze miejsce będzie zajmował Pan. I to było w porządku.
Jej małżeństwo doczekało się analizy w kontekście konstrukcji szerszego ideału kobiety subtelnie promowanego w mormońskiej kulturze. Jakkolwiek uznawano je za bardziej egalitarne niż związki kilku poprzednich par prezydenckich, wskazano również, że przyczyniło się do utrwalenia patriarchalnych tendencji od dawna obecnych w tej tradycji religijnej. Wpływ, który Marjorie wywierała na męża zauważano z kolei również z perspektywy wobec Kościoła krytycznej, w tym przy omawianiu wyraźnie wzrastających we współczesnym mormonizmie skłonności do autorytaryzmu.
Związek Hinckleyów, jakkolwiek bezsprzecznie stanowił przejaw poszerzającej się roli społecznej mormońskiej kobiety, nie może być wszakże uznany za przykład równoprawnego partnerstwa. Gordon, choć znany z publicznego okazywania żonie czułości oraz z publicznych wyrazów wdzięczności określał ją również jako swój najważniejszy zasób czy swą najważniejszą własność.

### Rola w życiu i kulturze Kościoła
Marjorie posługiwała w rozmaitych powołaniach w Kościele, w szkole niedzielnej zaczęła nauczać jako siedemnastolatka. Otrzymywała powołania oraz przewodniczyła na różnych szczeblach afiliowanych przy Kościele organizacji pomocniczych, Organizacji Podstawowej, Organizacji Młodych Kobiet oraz Stowarzyszenia Pomocy.
Towarzyszyła awansującemu w kościelnej hierarchii małżonkowi, również po jego powołaniu w szeregi władz naczelnych czy po przejęciu przezeń prezydentury Kościoła. Podróżowała z nim, przemawiając i składając swe świadectwo o prawdziwości mormońskiej doktryny na rozmaitych konferencjach czy seminariach. Przemawiała również na uroczystościach poświęcenia przeszło 20 mormońskich świątyń. Odwiedziła wszystkie kontynenty z wyjątkiem Antarktydy. Jednym z jej ulubionych miast był Hongkong. Zwracała uwagę na znaczenie pracy misjonarskiej. Twierdziła, że odbyta służba misyjna jest doświadczeniem, które czyni z chłopca mężczyznę. Podkreślała też nieodzowność zaufania w wychowywaniu dzieci.
Opublikowała trzy książki, poruszające głównie tematykę religijną. Pozostawiła też obszerną korespondencję rodzinną. Za swoją działalność uhonorowana licznymi nagrodami, między innymi przyznawaną przez Uniwersytet Brighama Younga (BYU) Exemplary Womanhood Award (1996), Pioneer Heritage Award, Distinguished Service to Humanity Award oraz Utah Heritage Award. Otrzymała dwa doktoraty honorowe, kolejno od BYU (2000) oraz od Utah Valley State College (2001). Jej imię nosi Marjorie Pay Hinckley Chair in Social Work and Social Sciences na BYU. W przemówieniu wygłoszonym podczas Konferencji Generalnej w kwietniu 1995 apostoł L. Tom Perry wspomniał o Hinckley, nazywając ją godnym przykładem dla kobiet, zarówno tych należących do Kościoła, jak i dla tych spoza wspólnoty. Szacunek, którym darzyli ją współwyznawcy, bywa źródłem krążących wśród świętych w dniach ostatnich mitów. Błędnie przypisuje się jej chociażby popularny cytat opisujący aspiracje i pragnienia mormońskiej kobiety. Pragnąc podkreślić znaczenie każdej należącej do Kościoła kobiety, wręczała każdej ze swoich córek oraz wnuczek specyficzny prezent ślubny. Było to kunsztownie zdobione i oprawione drzewo genealogiczne rodziny, skupiające się na jej żeńskich przedstawicielkach zaangażowanych w pracę Stowarzyszenia Pomocy. Artefakty te były porównywane do diagramów ukazujących linię upoważnienia, w mormońskiej kulturze wręczanych zwyczajowo mężczyznom posiadającym kapłaństwo.

### Śmierć i pochówek
Zmarła w otoczeniu rodziny w swoim domu w Salt Lake City. Pochowana została na Salt Lake Cemetery. Podczas uroczystości pogrzebowych Thomas S. Monson, ówczesny przewodniczący Kworum Dwunastu Apostołów, nazwał ją wybraną panią. Tytuł ten w mormońskiej teologii przysługuje kobiecie, która otrzymała bądź też, dzięki swemu posłuszeństwu, uprawniona jest do otrzymania pełni błogosławieństw Ewangelii.